# Kuty Stare
Kuty Stare (ukr. Старі Кути) – wieś na Ukrainie, w rejonie kosowskim obwodu iwanofrankiwskiego. Miejscowość leży w odległości 2,8 km od miasteczka Kuty. W 1857 liczyła 3099 mieszkańców. 
W wiosce znajduje się cerkiew greckokatolicka. Dawniej mieściły się tu żupy soli warzonej. Produkcji zaniechano w 1790.
W II Rzeczypospolitej miejscowość była siedzibą gminy wiejskiej Kuty Stare w powiecie kosowskim województwa stanisławowskiego.